# Xian de Dao
Pour les articles homonymes, voir Dao.
Le xian de Dao (道县 ; pinyin : Dào Xiàn) est un district administratif de la province du Hunan en Chine. Il est placé sous la juridiction de la ville-préfecture de Yongzhou.

## Démographie
La population du district était de 655 190 habitants en 1999.

## Le massacre du xian de Dao en 1967
Un an après le début de la Révolution Culturelle en 1966, on dénombre la mort en 66 jours de 4 519 personnes, lors du massacre de Daoxian, du 13 août au 17 octobre 1967. 90 % des victimes étaient classées comme « ennemies » ou « cinq catégories noires »,.